# Claude Barthe
Pour les articles homonymes, voir Barthe.
Claude Barthe, né le 24 août 1947, est un prêtre catholique, journaliste, liturgiste et essayiste français.

## Biographie
Originaire de Fleurance, il entre en 1964 au séminaire Pie XI, attaché à l’Institut catholique de Toulouse où il commence son cursus canonique (philosophie, théologie) et est le témoin des évolutions de l'Église à la suite du concile Vatican II. Puis il fait une licence d'histoire, et un diplôme d'études supérieures de droit civil, et entre finalement au séminaire de la Fraternité sacerdotale Saint-Pie-X à Écône, où il est ordonné en 1979 par Marcel Lefebvre. Il s’en met en marge, sans en être expulsé ni avoir démissionné. Qualifiant certains points du concile Vatican II de « démission magistérielle », il est accusé à l'époque de « sédévacantisme », étiquette qu'il a toujours refusée. Il demeure un certain temps, selon ses termes, en état « d'apesanteur canonique », et est finalement régularisé en 2005 puis incardiné dans le diocèse de Fréjus-Toulon.
En 1987, il crée avec Bernard Dumont la revue Catholica à laquelle il collabore durant plusieurs années. Il est par ailleurs l'auteur de plusieurs ouvrages consacrés à la crise de l'Église, à la littérature catholique, et à la liturgie romaine, qu'il a enseignées dans le séminaire de l'Institut du Bon-Pasteur et actuellement de l'Institut du Christ-Roi Souverain Prêtre.
Il a fait partie du Groupe de réflexion entre catholiques (GREC). 
Claude Barthe est l’aumônier du pèlerinage « Summorum Pontificum », organisé à Rome tous les ans depuis 2012 à la fin du mois d'octobre, afin de rendre grâces pour le motu proprio Summorum Pontificum, autorisant le retour de l'ancienne liturgie dans l'Église.
De 2013 à 2016, puis, de nouveau, à partir d'octobre 2018, il est chroniqueur dans l'émission Le Club des hommes en noir, animée par Philippe Maxence sur Radio Courtoisie, puis sur le site de L'Homme nouveau.
Il est membre du Conseil scientifique de la revue Catholica.

## Ouvrages
- L’Infaillibilité du pape après Vatican II : Charisme de Pierre et collège des évêques, Catholica, coll. « Excursus », 1993 (ISBN 978-2-9507824-1-0)
- Reconstruire la liturgie, Paris, F.-X. de Guibert, 1997, 221 p. (ISBN 2-86839-479-5)
- Quel avenir pour Vatican II ? : Sur quelques questions restées sans réponse, Paris, Éditions François-Xavier de Guibert, 1999, 181 p. (ISBN 2-86839-563-5)
- Édition du IVe livre (de la messe) du Rational de Guillaume Durand de Mende : Le sens spirituel de la liturgie  (trad. du latin), Paris, Ad Solem, 2002, 600 p. (ISBN 2-88482-009-4)
- Le ciel sur la terre : essai sur l’essence de la liturgie, Paris, François-Xavier de Guibert, 2003, 146 p. (ISBN 2-86839-847-2)
- Quel chemin pour l’Église ? : Propositions pour une transition dans l’Église, Hora Decima, 2004, 140 p. (ISBN 978-2-915844-00-9)
- Joseph Malègue et le « roman d'idées » dans la crise moderniste in Les romanciers et le catholicisme (sous la direction de Claude Barthe), Éditions de Paris, 2004,  (ISBN 2-85162-107-6)
- Édition de L’esprit des cérémonies de la messe de Jean-Jacques Olier : Explication des cérémonies de la grand’messe de paroisse selon l’usage romain, Paris, Forum, 2005
- Trouvera-t-Il encore la foi sur la terre ? : une crise de l'Église, histoire et questions, Paris, F.-X. de Guibert, 2006, 212 p. (ISBN 2-7554-0048-X)
- Propositions pour une paix de l’Église : L’union des forces vives, une nécessité, Hora Decima, 2006
- Poésie et mystique, Éditions de Paris, 2006 sous la direction de Claude Barthe
- Pour un autre dialogue interreligieux : La méthode Benoît XVI, Hora Decima, 2007
- Les oppositions romaines au pape, Paris, Éditions de l'Homme nouveau, coll. « Hora decima », 2008, 63 p. (ISBN 978-2-915844-12-2)
- Les nominations épiscopales en France : les lenteurs d'une mutation, Paris, Éditions de l'Homme nouveau, coll. « Hora decima », 2009, 62 p. (ISBN 978-2-915844-17-7)
- La Messe à l’endroit : un nouveau mouvement liturgique, Paris, Éditions de l'Homme nouveau, coll. « Hora decima », 2010, 101 p. (ISBN 978-2-915988-34-5)
- La messe, une forêt de symboles : commentaire allégorique ou mystique de la messe romaine traditionnelle avec indications historiques et rituelles, Versailles, Via Romana, 2011, 252 p. (ISBN 979-10-90029-10-1, présentation en ligne)
- Pour une herméneutique de tradition, Paris, Muller, coll. « Hora decima », 2011, 58 p. (ISBN 978-2-904255-99-1)
- Propositions pastorales : séminaires, écoles, catéchisme, liturgie, une contribution à l'année de la foi, Paris, Muller, coll. « Hora decima », février 2013, 101 p. (ISBN 979-10-90947-10-8)

- Penser l’œcuménisme autrement, Versailles, Via Romana, 2014, 140 p. (ISBN 979-10-90029-81-1, présentation en ligne)
- La Messe de Vatican II, Via Romana, 2018[6].
- Bref examen critique de la Communion dans la main (avec Jean-Pierre Maugendre, Grégoire de Guillebon, Réginald Marie Rivoire, Jeanne Smits, préface du cardinal Raymond Burke), Contretemps, 2021  (ISBN 978-2-916951-21-8).
- La tentation de Ralliement : être catholique en démocratie, Paris, L'Homme Nouveau, 2022, 174 p. (ISBN 979-10-97507-39-8).
- L'Église demain : pour une vraie réforme catholique, Paris, L'Homme Nouveau, 2024, 126 p. (ISBN 979-1097507695).